# Aurelio Grimaldi
Pour les articles homonymes, voir Grimaldi (homonymie).
Aurelio Grimaldi, né le 22 novembre 1957 à Modica, dans la province de Raguse en Sicile, est un réalisateur et scénariste italien contemporain.

## Filmographie
- 1992 : La discesa di Aclà a Floristella
- 1993 : La ribelle
- 1994 : Les Putes (Le buttane)
- 1995 : La Boîte à fantasmes de Tinto Brass (Fermo posta Tinto Brass) de Tinto Brass - scénariste
- 1996 : Ritratti d'autore: seconda serie
- 1996 : Nerolio (it)
- 1998 : Il macellaio (it)
- 1999 : Un nuovo giorno (it)
- 1999 : La donna lupo (it)
- 2000 : Iris (it)
- 2002 : Rosa Funzeca (it)
- 2002 : Un mondo d'amore (it)
- 2004 : Trilogia su Aldo Moro
- 2005 : L'educazione sentimentale di Eugénie (it)
- 2007 : Anita - Una vita per Garibaldi (it)
- 2009 : L'ultimo re (it)
- 2010 : Figli di chi s'amava (it) - Documentaire
- 2015 : Alicudi nel vento - Documentaire
- 2017 : La Divina Dolzedia
- 2020 : Il delitto Mattarella